# Фрунзе (Дніпро)
Район проспекту Мазепи, селище Фрунзе — житловий район вздовж проспекту Мазепи (колишній проспект Петровського) у Новокодацькому районі міста Дніпро, колишнє радянське робітниче селище робітників металургійного заводу імені Петровського. 
За радянської влади й за незалежної України до декомунізації використовувалася назва — «район проспекту Петровського», нині — «район проспекту Мазепи».
На заході Мазепинський район межує з Чечелівкою, на півночі з Брянкою, на південному сході — зі Шляхівкою, на півдні — з Крупським, на південному заході — з Новим.

## Історія
На початку 1920-х років радянська влада почала реалізацію плану індустріалізації й будівництва дешевого житла для робітників. Так для робітників металургійного заводу імені Петровського було створено робітничі селища Фрунзе й Крупське.
Селище імені Фрунзе було створено в Катеринославі 1925 року. Воно було на той час одним з найкращих в УСРР. Складалося з кварталів переважно квадратної форми, площею у 3,5 га, відокремлені один від одного широкими вулицями. Квартали розділялися на три частини внутрішньоквартальними проїздами. Всі дороги забруковані й впорядковані; до них приєднувалися зелені газони. Згодом вулиці селища перетворилися в тінисті паркові алеї. Так відбувалося втілення в реальну дійсність популярної на початку XX сторіччя архітектурної ідеї створення міста-саду.
Забудова кварталів здійснена в основному двоквартирними типовими будинками садибного типу за проєктом архітектора Віктора Троценко. Технологією будівництва передбачалося використання місцевого будівельного матеріалу — металургійного шлаку, великі купи якого скупчилися на території металургійного заводу імені Петровського. В результаті за річний будівельний сезон споруджувалося понад 200 житлових будинків. Таким чином вдалося вирішити багато проблем будівельного виробництва того часу.
У робочому селищі передбачалося спеціальне суспільно-побутове обслуговування населення. З цією метою в центрі окремих житлових кварталів розміщувалися школи, магазини та інші громадські установи.
Колишній головний архітектор Катеринослава Дмитро Скоробогатов, створив цікавий проєкт «конструктивістського» житлового будинку, зведеного в 1925 році на перетині вулиць Алтайської й Караваєва. Автор вміло скористався новою палітрою архітектурних прийомів. Абсолютно гладкі площини стін архітектор урізноманітнив суто конструктивними елементами: бетонними поясами, що стягують будівлю по верху віконних прорізів, й кутовими вікнами, що нібито розривають стіни будівлі в місці їх перетину. Лаконічно архітектурно виражено піднесена кутова частина будівлі, навколо якої, немов на шарнірах, розгорнуті бічні крила.
На північній межі Мазепинського району за проєктами архітектора Олександра Красносельського для робітників металургійного заводу імені Петровського зведено Палац охорони здоров'я (1927 рік) й Палац праці (1932 рік).
1932 року проспектом Петровського проведено трамвайну колію.
Забудова Мазепинського району продовжувалася до середини 1960-х років вздовж проспекту Мазепи.

## Вулиці району
Головною вулицею, що є проєктувальною віссю району є проспект Івана Мазепи (колишній проспект Петровського). Мережа вулиць місцевості або паралельна, або перпендикулярна проспекту, за винятком вулиць на межах району.
- проспект Івана Мазепи,
- Орловська вулиця,
- вулиця Караваєва,
- вулиця Володимира Івасюка,
- Гомельська вулиця,
- вулиця Володимира Самодриги,
- вулиця Полковника Горленка,
- провулок Дружби,
- вулиця Дунаєвського,
- Авіаційна вулиця,
- вулиця Талаліхіна,
- вулиця Кутузова,
- Повітрофлотська вулиця,
- вулиця Юркевича,
- вулиця Василя Сидоренка,
- вулиця Давидова,
- вулиця Костя Гордієнка,
- Військово-морська вулиця,
- Коксова вулиця,
- Волзька вулиця,
- Кам'янська вулиця,
- вулиця Віктора Мерзленка,
- Новоорловська вулиця.